# 消費生活センター
消費生活センター（しょうひせいかつセンター）とは、地方公共団体が設置する行政機関で、事業者に対する消費者の苦情や相談のほかに、消費者啓発活動や生活に関する情報提供などを行う。
消費者安全法は、事業者に対する消費者の苦情に係る相談等の事務を行う施設等の設置義務を都道府県に課し、市町村に設置の努力義務を課している。名称は「消費生活センター」に限らず設置者により、消費者センター、消費者相談室、消費者生活センター、生活科学センター、市民生活センター、などのほかに市民相談室が担当する事例も見られる。
悪質商法や製品事故などの情報交換、消費生活相談データベースの共有、消費生活相談員の研修事業などを国民生活センターと連携するが下部組織ではない。

## 消費者ホットライン
消費者庁の発足後に全国統一の電話番号ナビダイヤル  0570-064-370 で「消費者ホットライン」を開設した。音声ガイダンスに従い郵便番号などを入力すると、最寄りのセンターに接続する。当初は全国で一斉に開始する予定であったが、作業の遅延により2009年9月14日に福島、山梨、島根、香川、沖縄の5県で先行して開始し、2010年1月12日に全国で開始した。
発信や受信の電話回線が直収電話、IP電話、プリペイド式携帯電話、PHSの場合は接続不可である。ほかに祝祭日など休日、センターの話中時など接続不能時は下記応策している。
- 自治体の電話回線が直収電話やIP電話の場合は、相談窓口の番号を案内する。
- 自治体の休庁日は国民生活センターに接続する。
- 最寄りのセンターが話中の場合は、国民生活センター「平日バックアップ相談」03-3446-1423 を案内する。

0570-064-370に加え、2015年7月1日から「イヤや！」の語呂合わせとなる局番なしの「188」番 の運用を始めた。188番も従来と同様ナビダイヤルを採用しているために強制的に通話料が発生する。